# Marguerite Duras de Trouville
Marguerite Duras de Trouville est une série de trente photographies de Marguerite Duras réalisée par Hélène Bamberger, entre 1980 et 1994, et publiée en 2004 aux éditions de Minuit, sous la forme d'un coffret – une enveloppe scellée d'un ruban. Les photographies ont été réalisées au cours de promenades, parfois sous la direction de Marguerite Duras elle-même, qui s'y met également en scène. Hélène Bamberger photographie l'auteure et son univers, de sa table de travail aux plages qui ont inspiré certains de ses livres, par exemple.

## Éditions
- Hélène Bamberger, Marguerite Duras de Trouville, éditions de Minuit, 2004, 30 photographies (10,5 × 15 cm).  (ISBN 978-2707319050)